# Särbehandling
Särbehandling åsyftar att man behandlar människor olika på grund av kön, ålder, handikapp, sexuell läggning, etnicitet, ras eller nationalitet. Osaklig, negativ eller kränkande särbehandling betraktas ofta som diskriminering och även ibland som mobbning. Begreppen särbehandling, diskriminering och mobbning är närbesläktade. Osaklig särbehandling betraktas allmänt som orättvist.
Diskriminerande särbehandling är inom många områden, såsom arbetslivet, inom utbildning och i hälso- och sjukvård, förbjudet i svensk lag (Diskrimineringslagen 2008:567).
Vissa ser likabehandling och meritokrati som motsatsen till särbehandling och kvotering, medan andra motiverar särbehandling och kvotering, och därmed avsteg från likabehandlingsprincipen, med existensen av strukturell diskriminering. Alla dessa begrepp är liksom andra politiska värdeord, såsom rättvisa, jämlikhet och mångfald, mångtydiga.